# Garba

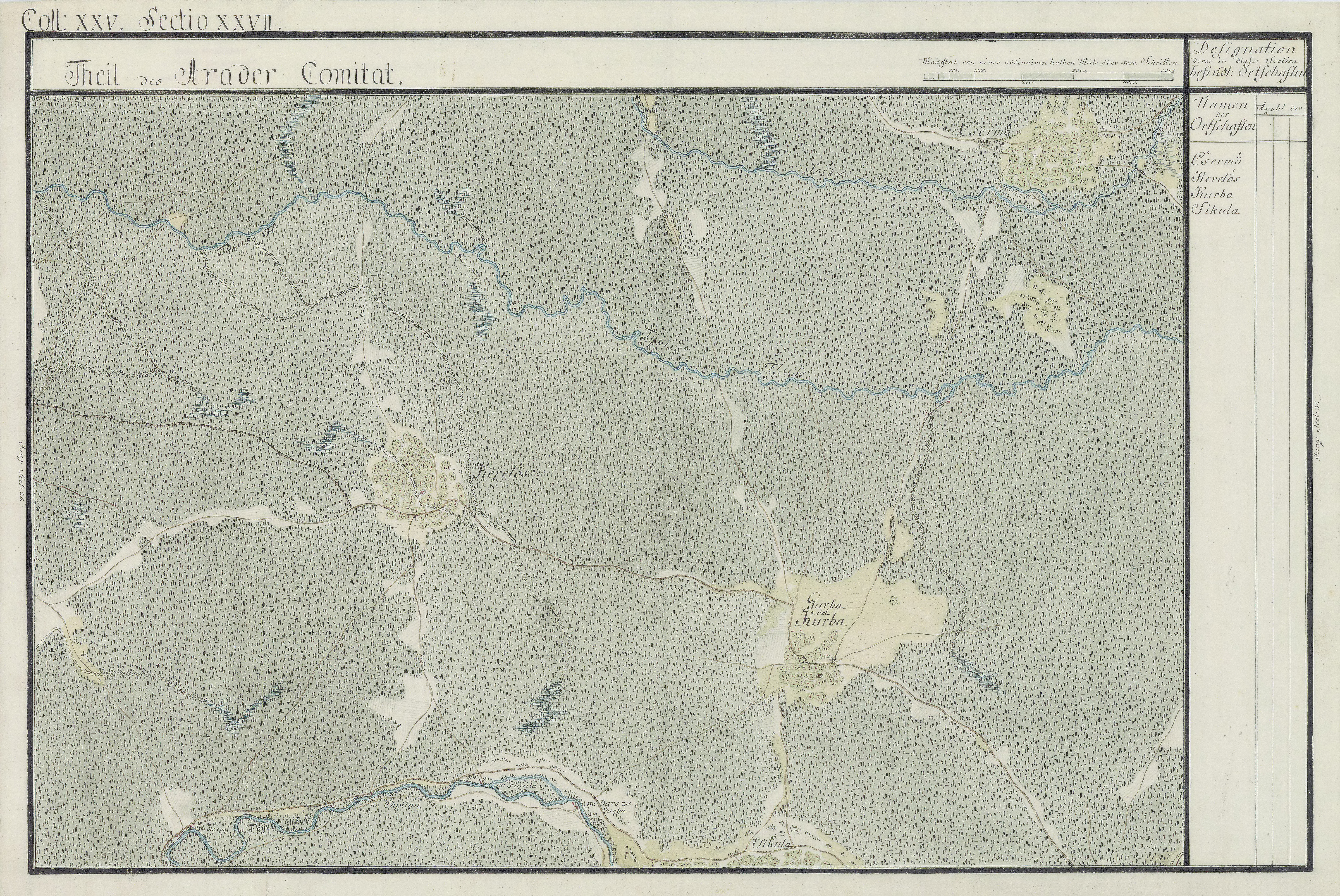
Garba egy régi térképen

Garba (Gurba) település Romániában, a Partiumban, Arad megyében.

## Fekvése
Borosjenőtől északnyugatra, Sikula és Csermő között fekvő település.

## Története
Garba Árpád-kori település. Nevét már 1213-ban említette oklevél Gurba néven. 1332-ben sacerdos de v. Gorbo, 1335-ben Garba, 1808-ban Gurba, Gorba, 1913-ban Garba néven írták.
1851-ben Fényes Elek írta a településről: „Arad vármegyében, 10 katholikus, 688 óhitű lakossal, anyatemplommal. Határa lapályos; erdeje sok, és vadakkal bővelkedik.”
1910-ben 2355 lakosából 2220 román, 129 magyar volt. Ebből 1971 görögkatolikus, 217 görögkeleti ortodox, 57 római katolikus volt.
A trianoni békeszerződés előtt Arad vármegye Borosjenői járásához tartozott.